# Kafr Kanna
Kafr Kanna, historický český název Kána Galilejská (hebrejsky כַּפְר כָּנָּא,arabsky كفر كنا Kafr Kanná, anglicky Kafr Kanna, v oficiálním přepisu do angličtiny Kafar Kanna) je místní rada (malé město) v Izraeli, v Severním distriktu.

## Geografie

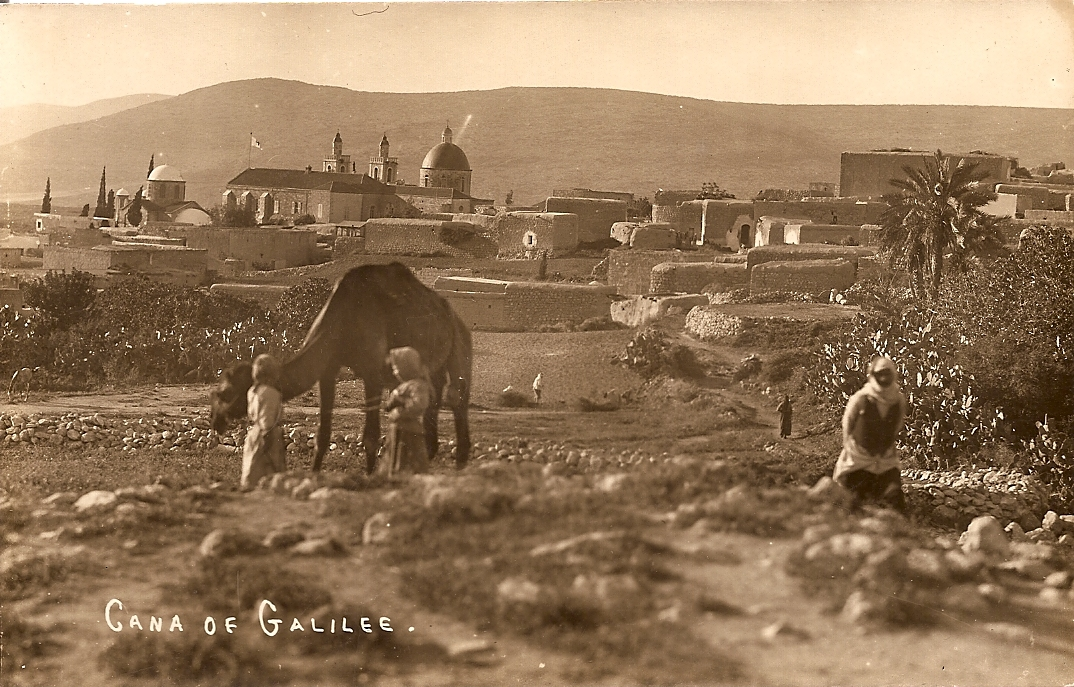
Archivní pohlednice Kafr Kanna cca z roku 1925

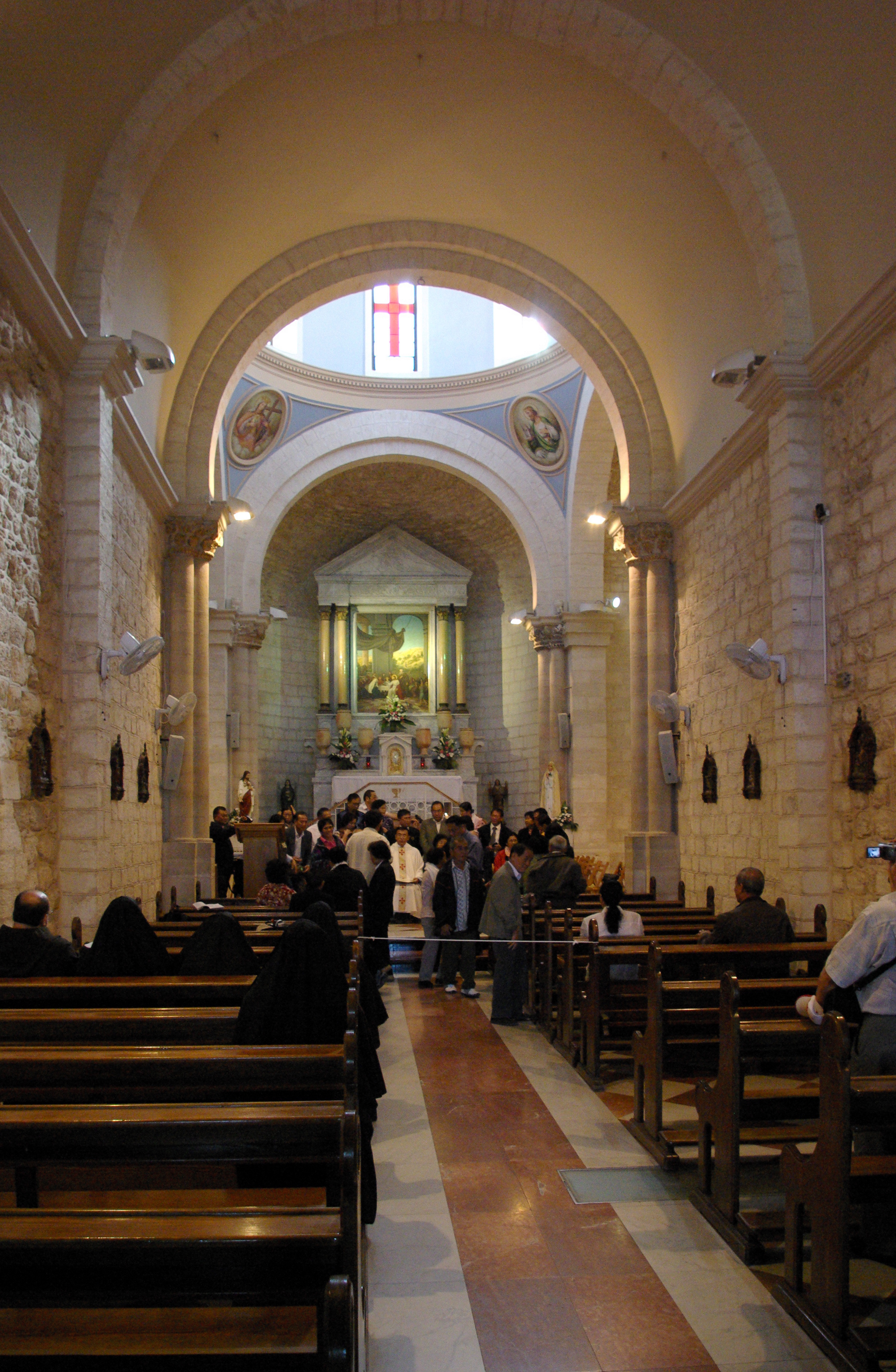
Interiér katolického kostela v kafr Kanna

Leží v nadmořské výšce 252 metrů v Dolní Galileji, na severním okraji pohoří Harej Nacrat (Nazaretské hory), které jižně od města graduje vrcholem Har Jona. Severně od města se terén svažuje postupně do údolí Bik'at Tur'an. Na severozápadní straně od města stojí na okraji údolí rozsáhlá průmyslová zóna Ciporit.
Město je situováno cca 6 kilometrů od centra Nazaretu, cca 90 kilometrů severovýchodně od centra Tel Avivu a cca 33 kilometrů jihovýchodně od centra Haify, v hustě osídleném pásu aglomerace Nazaretu, přičemž osídlení v tomto regionu je etnicky smíšené. Vlastní Kafr Kanna je osídlena izraelskými Araby stejně jako mnohá další sídla v této aglomeraci, která ale obsahuje i židovská města (Nazaret Illit).
Na dopravní síť je město napojeno pomocí východozápadních dálkových tahů dálnice číslo 77 a dálnice číslo 79 a dále četnými místními komunikacemi v rámci aglomerace Nazaretu.

## Dějiny

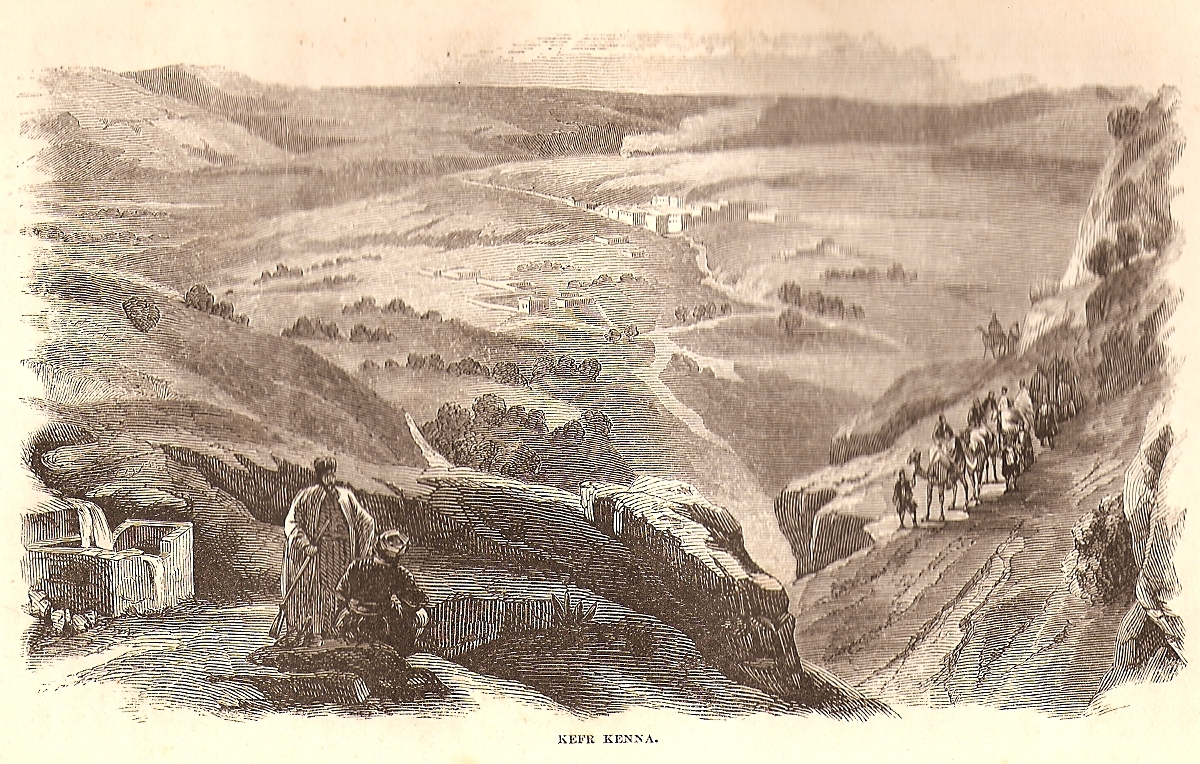
Celkový pohled na vesnici v roce 1859

Kafr Kanna navazuje na biblické sídlo Kána Galilejská připomínané v Novém zákonu, například v Janově Evangeliu 2,1 a spojované s životem Ježíše Krista.
To, že novozákonní Kána Galilejská se nacházela právě zde, ale není přijímáno jednoznačně. Podobně jako u většiny biblických míst, existují nejméně tři alternativní lokalizace. Nejblíže, 8,5 km odtud je archeologická lokalita Khirbet Kanna.
V době první židovské války bylo město opevněno. Ve středověku byla obec osídlena převážně Araby. Sloužila jako významná zastávka pro karavan z Damašku do Egypta. 
V obci stojí římskokatolický kostel zázraku (Kafr Kanna), vybudovaný roku 1879 na místě ruin staršího kostela ze 6. století a krypty. Kromě toho zde stojí další dva křesťanské kostely. V obci původně sídlili i Židé, ve 4. století tu vyrostla synagoga. Židovská komunita tu zanikla až patrně v 17. století.

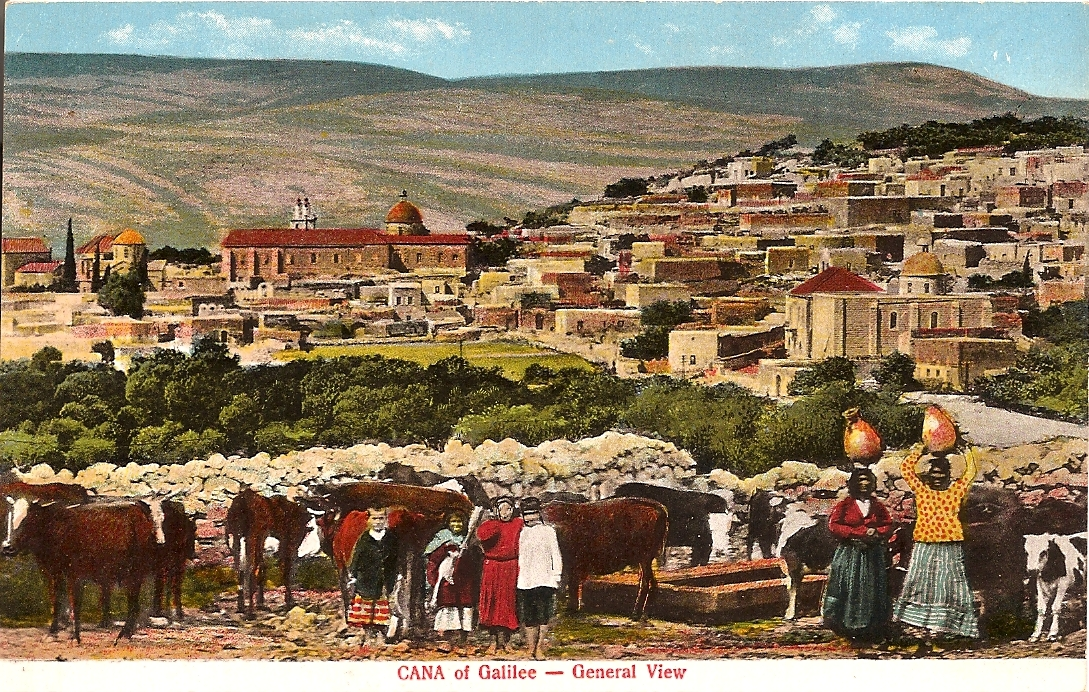
Archivní pohlednice Kafr Kanna

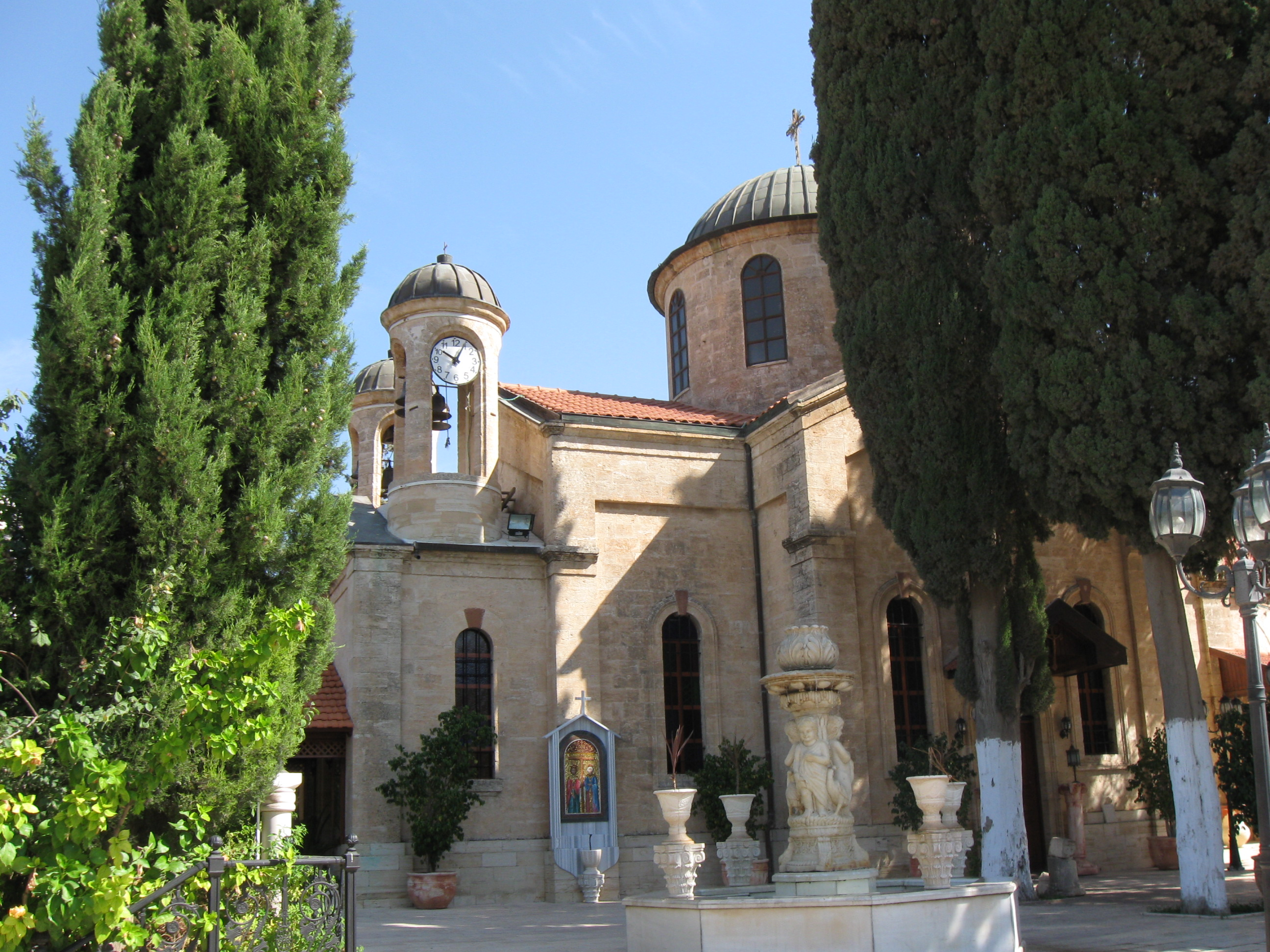
Řecký ortodoxní kostel sv. Jiří

Kafr Kanna byla stejně jako celá oblast okolo Nazaretu dobyta izraelskou armádou v rámci Operace Dekel během války za nezávislost v červenci roku 1948. Kafr Kanna byla během války opěrným bodem arabských sil, které odtud narušovaly dopravní spojení židovských sídel v Galileji. 14. července 1948 arabští obránci vesnice kapitulovali před izraelskou armádou. Poté, ale tato arabská vesnice nebyla vysídlena a zachovala si svůj ráz. Vzhledem k prudkému nárůstu byla roku 1968 povýšena na místní radu (malé město).
Během násilných demonstrací, při kterých izraelští Arabové roku 1976 protestovali proti záborům pozemků na úkor nově zakládaných židovských sídel v Galileji (takzvaný Land Day - Den půdy), byl v Kafr Kanna zabit jeden demonstrant. Počátkem 21. století byla v Kafr Kanna silná místní organizace radikálního Islámského hnutí. Žil tu jeho místopředseda Šejk Kamal Chatib. Násilné demonstrace se tu odehrávaly na počátku druhé intifády v říjnu 2000, kdy v Kafr Kanna izraelští Arabové demonstrovali na podporu Palestinců. Při zásahu bezpečnostních sil byl zabit jeden místní mladík.

## Demografie
Kafr Kanna je etnicky zcela arabské město. Podle údajů z roku 2005 tvořili Arabové 100 % populace. Z toho muslimové 88,4 % a arabští křesťané 11,5 % obyvatelstva. Drúzové tvořili zbylé 0,1 % populace. Jde o středně velké sídlo městského charakteru, třebaže zejména na okrajích obce je zástavba spíše vesnického typu. K 31. prosinci 2017 zde žilo 22 000 lidí.
| Rok            | 1922  | 1931  | 1945  | 1948  | 1955  | 1961  | 1972  | 1980  | 1983  | 1990   | 1993   | 1994   | 1995   | 1996   | 1997   | 1998   | 1999   | 2000   |
| -------------- | ----- | ----- | ----- | ----- | ----- | ----- | ----- | ----- | ----- | ------ | ------ | ------ | ------ | ------ | ------ | ------ | ------ | ------ |
| Počet obyvatel | 1 175 | 1 378 | 1 930 | 2 328 | 3 000 | 3 400 | 5 200 | 7 500 | 8 300 | 10 700 | 11 900 | 12 300 | 13 000 | 13 400 | 13 800 | 14 200 | 14 700 | 15 200 |

| Rok            | 2001   | 2002   | 2003   | 2004   | 2005   | 2006   | 2007   | 2008   | 2009   | 2010   | 2011   | 2012   | 2013   | 2014   | 2015   | 2016   | 2017   |
| -------------- | ------ | ------ | ------ | ------ | ------ | ------ | ------ | ------ | ------ | ------ | ------ | ------ | ------ | ------ | ------ | ------ | ------ |
| Počet obyvatel | 15 600 | 16 100 | 16 600 | 17 100 | 17 600 | 18 000 | 18 500 | 18 886 | 18 754 | 19 200 | 19 700 | 20 000 | 20 500 | 20 800 | 21 300 | 21 500 | 22 000 |